# نورمان سميث (كاتب)
نورمان سميث (بالإنجليزية: Norman Smith)‏  (و. 1923 – 2008 م) هو طبال، ومهندس الصوت، ومغني، وكاتب، ومنتج أسطوانات، وملحن، ومهندس بريطاني، يستخدم آلات طقم طبول، توفي في شرق ساسكس، عن عمر يناهز 85 عاماً.

## الخدمة العسكرية
خدم في سلاح الجو الملكي.

## وصلات خارجية
- نورمان سميث على موقع IMDb (الإنجليزية)
- نورمان سميث على موقع ميوزك برينز (الإنجليزية)
- نورمان سميث على موقع أول ميوزيك (الإنجليزية)
- نورمان سميث على موقع ديسكوغز (الإنجليزية)
- نورمان سميث على موقع ديسكوغز (الإنجليزية)

- نورمان سميث في قاعدة بيانات الأفلام على الإنترنت